# Особые группы Ли
Особые группы Ли — название некоторых простых групп Ли.
G2, F4, E6, E7, E8 — так называемые исключительные случаи.
Эти случаи считаются «исключительными», потому что они не попадают в бесконечный ряд групп растущей размерности.
С точки зрения каждой группы в отдельности в них нет ничего необычного.
Эти исключительные группы были обнаружены в 1890 в классификации простых алгебр Ли над комплексными числами (Вильгельм Киллинг, позже — Эли Картан).
В течение некоторого времени было проведено исследование вопроса, чтобы найти конкретные пути, в которых они возникают, например, как группы симметрий дифференциальной системы.